# 群馬県道46号富岡神流線
群馬県道46号富岡神流線（ぐんまけんどう46ごう とみおかかんなせん）は、群馬県富岡市富岡から多野郡神流町大字万場を結ぶ県道（主要地方道）である。

## 概要
起点は富岡市富岡交差点であり、群馬県道10号前橋安中富岡線、国道254号（現道）に接続する。この起点から内匠の交差点（富岡IC北東部に位置する）までが旧道であり、そこから北東方向に富岡バイパスに接続する区間が新道である。新道側の起点であるしののめ跨線橋北交差点では、広域道路網を構成する西毛広域幹線道路に直結する。
この内匠の交差点から南へ向かうと甘楽町へ入る。この辺りまでは道幅も十分あるが、秋畑を過ぎた所にある那須大橋から先は、道幅が急に狭くなり急勾配が多数出てくる。この辺りから終点まで大型車は通行不可である。
途中藤岡市の大山祗神社を通過し、神流町方面へ下る。塩沢峠から長く急な下り坂を降りると塩沢ダムがあり、さらに下ると終点の大字万場で国道462号に接続する。

### 路線データ
- 起点：
  1. 富岡市富岡（国道254号交点〈富岡交差点〉）[注釈 1]
  2. 富岡市富岡（国道254号富岡バイパス交点〈しののめ跨線橋北交差点〉）
- 終点：多野郡神流町大字万場72番地先（国道462号交点）[1]

## 歴史

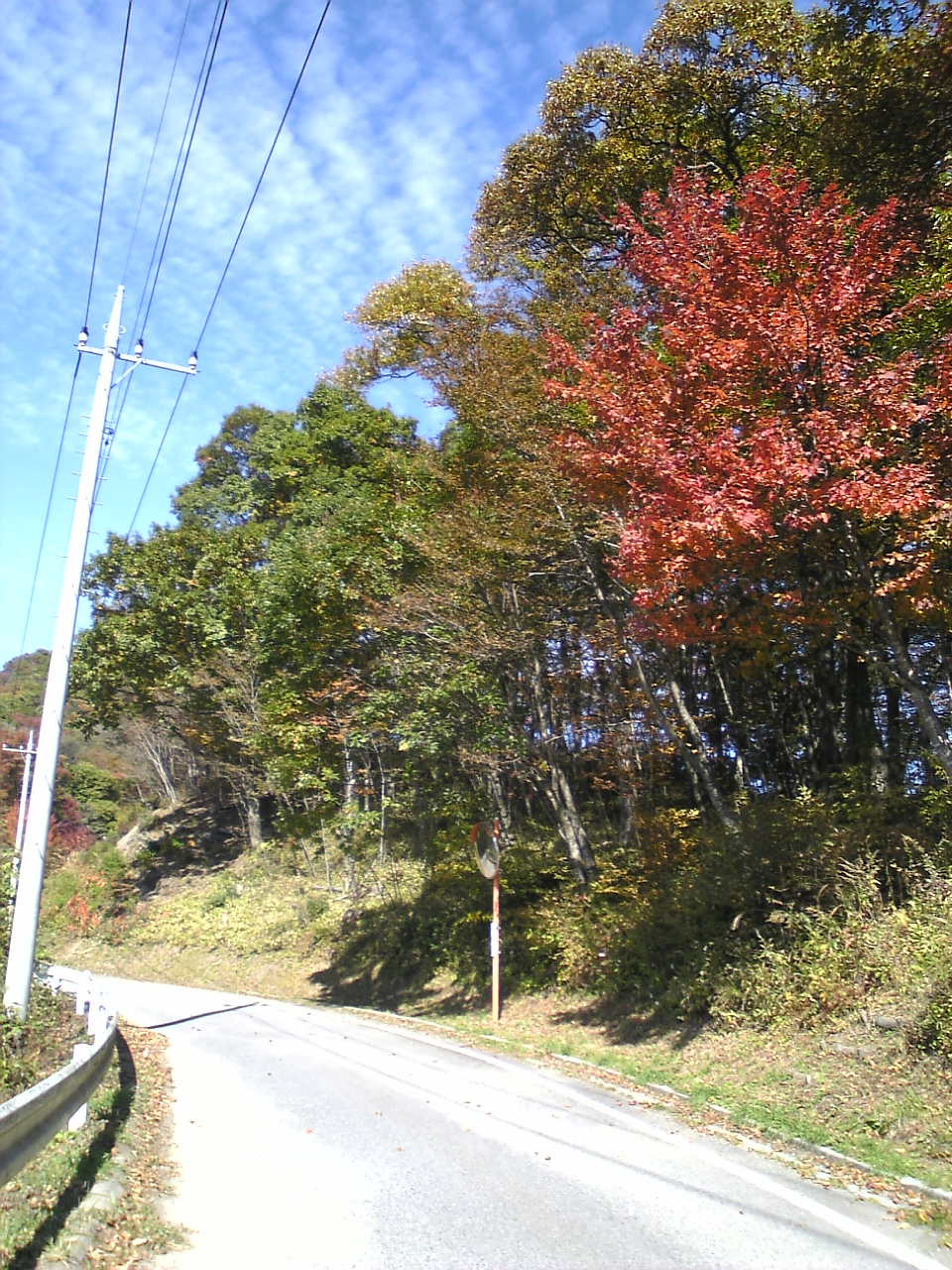
沿道の紅葉（2009年10月）

1920年（大正9年）群馬県告示第89号により富岡万場線として県道指定された。その後、県道に整理番号が用いられ、群馬県道33号富岡万場線になった。2003年（平成15年）4月1日に万場町が中里村と合併し神流町となったため、富岡神流線に名称変更された。
富岡万場線を名乗っていた当初は、甘楽町秋畑 - 万場町間で、5.5 kmほど、通行不能区間があったが、1983年（昭和53年）より整備が行われ、1999年（平成11年）11月18日に全線開通した。
2007年（平成19年）9月におきた台風9号の影響で、甘楽町秋畑では道が陥没し、わずかな区間片側一車線通行になっていた他、藤岡市では土砂崩れのために通行止めとなっていた区間があったが、いずれも修復工事は完了している。

### 年表
- 1959年（昭和34年）9月18日：群馬県より現・道路法に基づき、前身にあたる県道万場富岡線（多野郡万場町 - 甘楽郡甘楽町 - 藤岡市 - 富岡市、整理番号60）として路線認定される[3]。
  - 同日、前々身路線にあたる県道万場福島線（多野郡万場町 - 甘楽郡甘楽町、整理番号197）、旧・県道富岡万場線（富岡市 - 多野郡万場町、整理番号203）が路線廃止される[4]。
- 1966年（昭和41年）2月8日：現・道路法に基づき群馬県より、旧称の富岡万場線（富岡市 - 多野郡万場町、整理番号35）が県道路線に再認定される[5]。 
  - 同時に、前身路線にあたる万場富岡線（多野郡万場町 - 藤岡市 - 甘楽郡甘楽町 - 富岡市富岡、整理番号6）を県道路線廃止[6] 。
- 1993年（平成5年）5月11日：建設省から、県道富岡万場線が富岡万場線として主要地方道に指定される[7]。

## 道路施設
- しののめ跨線橋（上信電鉄上信線、富岡市富岡）
- 道の駅甘楽（甘楽郡甘楽町大字小幡）

## 地理

### 通過する自治体
- 富岡市
- 甘楽郡甘楽町
- 藤岡市
- 多野郡神流町

### 交差する道路

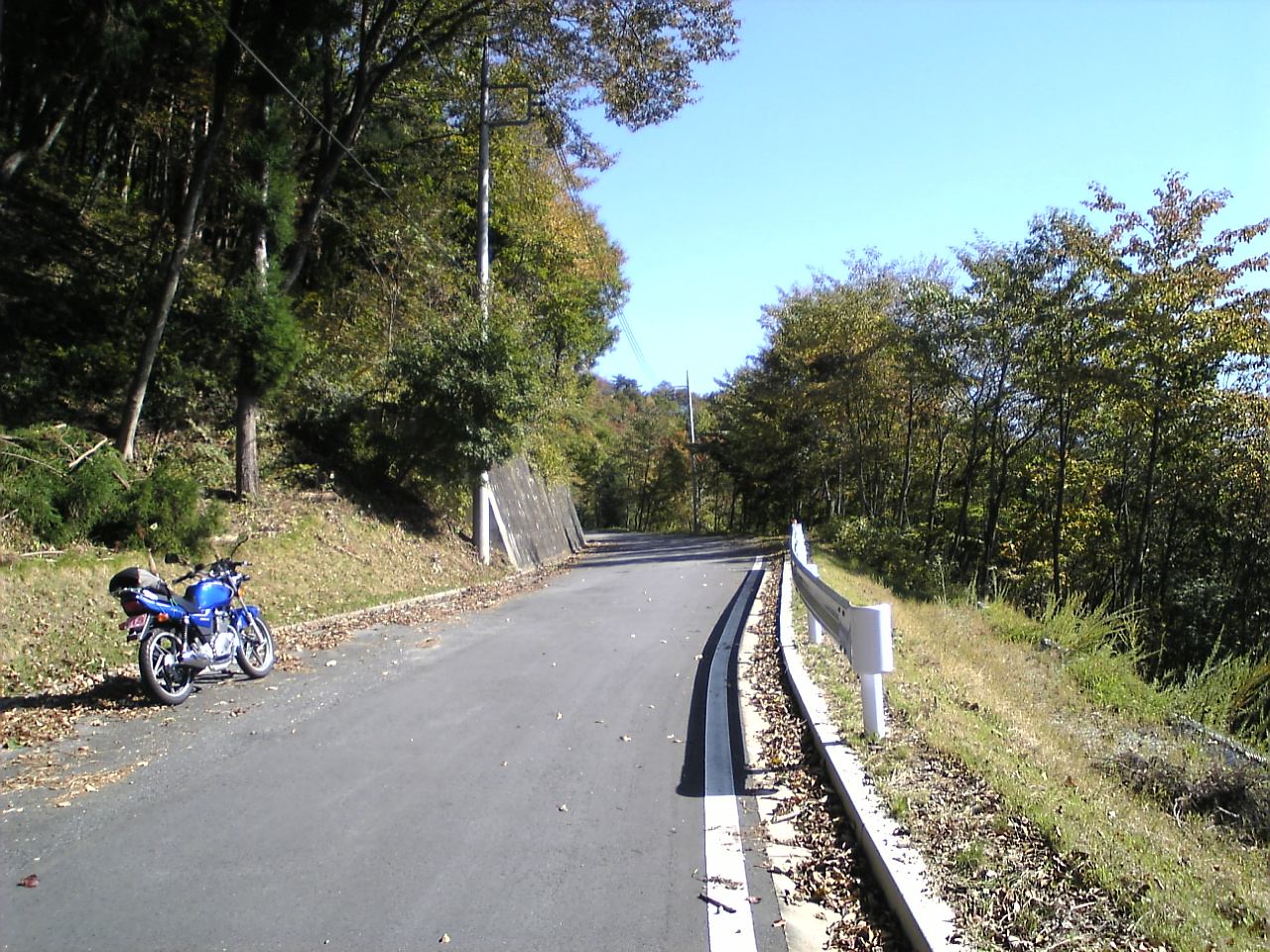
塩沢峠付近（2009年10月）

- 国道254号・群馬県道10号前橋安中富岡線（富岡交差点）
- 群馬県道46号富岡神流線 支線（富岡市内匠）
- 群馬県道193号下仁田小幡線（甘楽町大字善慶寺・善慶寺交差点）
- 群馬県道197号下高尾小幡線（甘楽町大字小幡・小幡交差点）
- 群馬県道204号金井小幡線（甘楽町大字小幡）
- 群馬県道192号秋畑富岡線（甘楽町大字秋畑）
- 群馬県道177号会場鬼石線（藤岡市上日野）
- 御荷鉾スーパー林道
- 国道462号（神流町大字万場、終点）

支線
- 国道254号富岡バイパス（富岡市富岡・しののめ跨線橋北交差点、起点）
- 国道254号（富岡市富岡・しののめ跨線橋南交差点）
- 群馬県道46号富岡神流線（富岡市内匠）